# Ait Douchene
Der Ait Douchene ist ein Wadi im oberen Draa-Tal.

## Verlauf
Der Ait Douchene hat seine Quellen im äußersten Westen der Region Drâa-Tafilalet. Er fließt in nordöstliche Richtung. Der Ait Douchene ist ein ehemaliger Nebenfluss des Assif n’Tidili, mündet allerdings seit dem Bau des Stausees El Mansour Eddahbi in diesen.